# 圣艾蒂安勒莫拉尔
圣艾蒂安勒莫拉尔（法語：Saint-Étienne-le-Molard，法語發音：[sɛ̃.t‿etjɛn lə mɔlaʁ]）是法国卢瓦尔省的一个市镇，位于该省中部，属于蒙布里松区。

## 地理
圣艾蒂安勒莫拉尔（45°43'57"N, 4°5'18"E）面积16.55 平方千米，位于法国奥弗涅-罗讷-阿尔卑斯大区卢瓦尔省，该省份为法国中南部省份，北起顺时针与索恩-卢瓦尔省、罗讷省、伊泽尔省、阿尔代什省、上盧瓦爾省、多姆山省和阿列省接壤。
与圣艾蒂安勒莫拉尔接壤的市镇（或旧市镇、城区）包括：蒙凡尔登、蓬桑、圣阿加特-拉布特雷斯、圣富瓦-圣叙尔皮斯。

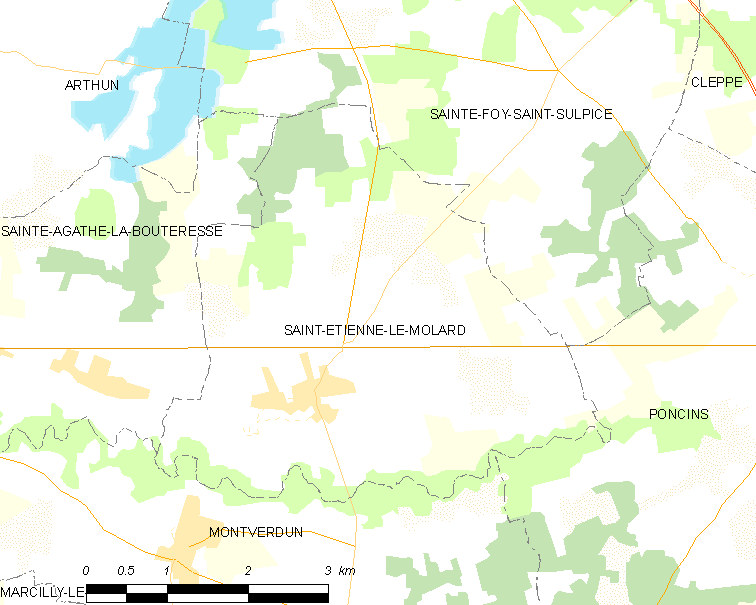
圣艾蒂安勒莫拉尔的OSM定位图

圣艾蒂安勒莫拉尔的时区为UTC+01:00、UTC+02:00（夏令时）。

## 行政
圣艾蒂安勒莫拉尔的邮政编码为42130，INSEE市镇编码为42219。

## 政治
圣艾蒂安勒莫拉尔所属的省级选区为利尼翁河畔博安县。

## 人口

1962-2008年间圣艾蒂安勒莫拉尔人口变化图示

圣艾蒂安勒莫拉尔于2022年1月1日时的人口数量为1032人。

## 交通
卢瓦尔省省道D5线、D94线和D1089线在镇中心交汇。